# 赵英富
赵英富（1938年—），辽宁彰武人，中国人民解放军将领、中国人民解放军海军中将。 
1997年，授予中国人民解放军海军中将，曾任海军南海舰队政治委员。 